# زمین‌لرزه ۲۰۱۱ کرایست‌چرچ
زمین‌لرزه کرایست‌چرچ  در تاریخ ۱۳ ژوئن ۲۰۱۱ میلادی، برابر با ‎۲۳ خرداد ۱۳۹۰، ساعت ۰۲:۲۰:۵۰٫۰ به زمان یوتی‌سی در زلاند نو ، منطقه کرایست‌چرچ رخ داد.ژرفای این زلزله ۹ کیلومتر بود. بزرگی آن ۶٫۰ در مقیاس بدست آمده‌است.
بیشینهٔ شدت آن در مقیاس مرکالی، VIII اعلام شده‌است.شمار کشتگان نزدیک به ۱ نفر گزارش شده‌است.
پروژهٔ جهانی تنسور گشتاور مرکزوار پارامتر زمان مرکزوار زمین‌لرزه را با اختلاف ۵٫۷ ثانیه نسبت به زمان رخداد اشاره شده در بالا و مختصات مرکزوار را در ۴۳°۳۱′جنوبی ۱۷۲°۳۸′شرقی / ۴۳٫۵۲°جنوبی ۱۷۲٫۶۴°شرقی محاسبه کرد و همچنین، ژرفا در ۱۲٫۰ کیلومتر ثابت شده‌است. در این محاسبات زاویه‌های (راستا، شیب، ریک) گسل سازندهٔ زمین‌لرزه و صفحه عمود بر آن برابر با (°۱۶۱، °۷۱، ° ۱۶) یا (° ۶۶، °۷۵، ° ۱۶۰) حاصل شده‌است.